# Taranto Sport 2008-2009
Questa pagina raccoglie le informazioni riguardanti il Taranto Sport nelle competizioni ufficiali della stagione 2008-2009.

## Rosa
| N. |                    | Ruolo | Calciatore             |
| -- | ------------------ | ----- | ---------------------- |
|    | Italia (bandiera)  | P     | Nicola Barasso         |
|    | Uruguay (bandiera) | C     | Jorge Walter Barrios   |
|    | Uruguay (bandiera) | A     | Enzo Barrotti          |
|    | Italia (bandiera)  | C     | Alessandro Carrozza    |
|    | Italia (bandiera)  | A     | Salvatore Caturano     |
|    | Italia (bandiera)  | C     | Umberto Cazzola        |
|    | Italia (bandiera)  | D     | Andrea Cesareo         |
|    | Italia (bandiera)  | D     | Salvatore D'Alterio    |
|    | Italia (bandiera)  | D     | Vito Di Bari           |
|    | Italia (bandiera)  | A     | Davide Dionigi         |
|    | Italia (bandiera)  | P     | Davide Faraon          |
|    | Italia (bandiera)  | C     | Davide Giorgino        |
|    | Brasile (bandiera) | C     | Francisco Govinho Lima |
|    | Iran (bandiera)    | D     | Alì Lolli              |
|    | Italia (bandiera)  | A     | Tommaso Marolda        |

| N. |                      | Ruolo | Calciatore               |
| -- | -------------------- | ----- | ------------------------ |
|    | Italia (bandiera)    | C     | Franco Micco             |
|    | Italia (bandiera)    | D     | Vincenzo Migliaccio      |
|    | Italia (bandiera)    | C     | Crocefisso Miglietta     |
|    | Italia (bandiera)    | P     | Emanuele Nordi           |
|    | Italia (bandiera)    | C     | Luigi Pagliuca           |
|    | Italia (bandiera)    | C     | Andrea Paolucci          |
|    | Italia (bandiera)    | D     | Ivano Pastore            |
|    | Italia (bandiera)    | D     | Fabio Prosperi           |
|    | Italia (bandiera)    |       | Nicola Russo             |
|    | Italia (bandiera)    | C     | Daniele Sciaudone        |
|    | Italia (bandiera)    | A     | Luca Selvaggi            |
|    | Svizzera (bandiera)  | C     | Rijat Shala              |
|    | Uruguay (bandiera)   | D     | Cristian Sosa            |
|    | Argentina (bandiera) | C     | Fernando Spinelli        |
|    | Brasile (bandiera)   | A     | William Da Silva Barbosa |

### Lega Pro

#### Girone di andata
| Arbitro: | Pecorelli (Arezzo) |

|                    |           |                       |
| Dionigi 37’ (rig.) | Marcatori | 45’ Radi 90+1’ Peluso |

| Arbitro: | Baratta (Salerno) |

|                              |           |                            |
| De Paula 45+1’ Perinetti 46’ | Marcatori | 15’, 22’ Micco 45’ Dionigi |

| Arbitro: | Viti (Campobasso) |

|             |           |                 |
| Pastore 41’ | Marcatori | 68’ L. Castaldo |

| Arbitro: | Lupo (Matera) |

|  |           |             |
|  | Marcatori | 9’ Caturano |

| Arbitro: | Barbiero (Vicenza) |

|                  |           |  |
| Chianese 3’, 76’ | Marcatori |  |

| Arbitro: | Merchiori (Ferrara) |

|             |           |           |
| Dionigi 53’ | Marcatori | 33’ Felci |

| Arbitro: | Ballo (Trapani) |

|  |           |             |
|  | Marcatori | 53’ Marolda |

| Arbitro: | Peretti (Verona) |

|  |           |           |
|  | Marcatori | 48’ Tisci |

| Arbitro: | Ostinelli (Como) |

|                      |           |  |
| Mazzeo 37’, 44’, 50’ | Marcatori |  |

| Arbitro: | Corletto (Castelfranco Veneto) |

|  |           |              |
|  | Marcatori | 88’ N. Russo |

| Arbitro: | Sguizzato (Verona) |

|                    |           |               |
| Pastore 13’ (aut.) | Marcatori | 17’ Sciaudone |

| Arbitro: | M. Russo (Milano) |

|                                        |           |  |
| Dionigi 45+2’ Di Bari 80’ Caturano 90’ | Marcatori |  |

| Arbitro: | Carbone (Napoli) |

|                  |           |                      |
| Dionigi 45’, 84’ | Marcatori | 66’, 90+5’ Germinale |

| Arbitro: | Coccia (San Benedetto del Tronto) |

|                                                 |           |  |
| Favasuli 11’ (rig.) Sorrentino 36’ Bernardo 66’ | Marcatori |  |

| Arbitro: | Tasso (La Spezia) |

|             |           |                             |
| Dionigi 79’ | Marcatori | 27’ Ginestra 51’ Di Gennaro |

| Arbitro: | Magno (Catania) |

|               |           |  |
| Cozzolino 62’ | Marcatori |  |

| Taranto 21 dicembre 2008, ore 14.30 CET 17ª giornata | Taranto            | 0 – 0 | Sorrento | Stadio Erasmo Iacovone\| Arbitro: \| Spadaccini (Vasto) \| |
| Arbitro:                                             | Spadaccini (Vasto) |       |          |                                                            |

#### Girone di ritorno
| Arbitro: | Gallione (Alessandria) |

|                                               |           |                |
| Amore 5’ Capparella 53’ Biancolino 67’ (rig.) | Marcatori | 45+1’ Carrozza |

| Arbitro: | Barbeno (Brescia) |

|                               |           |  |
| Caturano 31’, 46’ Dionigi 90’ | Marcatori |  |

| Arbitro: | Massa (Imperia) |

|                            |           |  |
| L. Castaldo 8’ Palermo 71’ | Marcatori |  |

| Arbitro: | Borracci (San Benedetto del Tronto) |

|                |           |  |
| Da Silva 90+2’ | Marcatori |  |

| Arbitro: | Giacomelli (Trieste) |

|              |           |  |
| Caturano 37’ | Marcatori |  |

| Arbitro: | Palazzino (Ciampino) |

|                |           |  |
| Simon 15’, 87’ | Marcatori |  |

| Arbitro: | Bietolini (Firenze) |

|              |           |  |
| Carrozza 26’ | Marcatori |  |

| Arbitro: | Pizzi (Saronno) |

|             |           |  |
| Zarineh 64’ | Marcatori |  |

| Arbitro: | Di Paolo (Avezzano) |

|                                   |           |  |
| Prosperi 8’ Carrozza 90+7’ (rig.) | Marcatori |  |

| Arbitro: | Viti (Campobasso) |

|                     |           |  |
| Figliomeni 65’, 69’ | Marcatori |  |

| Arbitro: | Cafari Panico (Cassino) |

|              |           |               |
| Da Silva 13’ | Marcatori | 47’ Artistico |

| Arbitro: | Irrati (Pistoia) |

|                              |           |  |
| Mammarella 11’ Oshadogan 72’ | Marcatori |  |

| Arbitro: | Giacomelli (Trieste) |

|                         |           |  |
| Salgado 61’ Zanetti 73’ | Marcatori |  |

| Arbitro: | Doveri (Roma) |

|                                  |           |               |
| Migliaccio 69’ Farina 77’ (aut.) | Marcatori | 33’ Tarantino |

| Arbitro: | Gambini (Roma) |

|                |           |  |
| Di Gennaro 76’ | Marcatori |  |

| Arbitro: | Meli (Parma) |

|          |           |  |
| Sosa 54’ | Marcatori |  |

| Arbitro: | Merchiori (Ferrara) |

|                         |           |                               |
| Fialdini 25’ Myrtaj 90’ | Marcatori | 12’ Di Bari 47’, 76’ Da Silva |

### Coppa Italia
| Arbitro: | Zonno (Bari) |

|                   |           |                     |
| Fabio Prosperi 8’ | Marcatori | 46’ Zubin 52’ Cesca |

### Coppa Italia Lega Pro
| Arbitro: | Manna (Isernia) |

|  |           |             |
|  | Marcatori | 47’ Barroti |

| Arbitro: | Zonno (Bari) |

|               |           |  |
| Marzeglia 79’ | Marcatori |  |